# Distrito de Cocas
El Distrito peruano de Cocas es uno de los 13 distritos de la Provincia de Castrovirreyna, ubicada en el Departamento de Huancavelica, bajo la administración del Gobierno regional de Huancavelica, en el centro del Perú. Limita por el norte con el Distrito de Castrovirreyna; por el sur con el Distrito de Ticrapo; por el este con el Distrito de Castrovirreyna; y, por el oeste con el Distrito de Mollepampa.
Desde el punto de vista jerárquico de la Iglesia católica, forma parte de la Diócesis de Huancavelica.

## Historia
La fecha de creación por ley de este distrito es el 18 de enero de 1926., en el gobierno del Presidente Augusto Leguía.

## Geografía
Abarca una superficie de 87,95 km². La población total en este distrito es de 1 550 personas

## Autoridades

### Municipales
- 2011 - 2014[5]
  - Alcalde: CHANEL MARTIR DOLORIERT DEL PINO, Movimiento independiente Trabajando Para Todos (TPT).
  - Regidores: Benito Rivas Cardenas (TPT),  Virginia Rivas Del Pino  (TPT), Alberto Rivas Canales (TPT), Ysbel Yban Del Pozo Revatta (TPT), Pablo Nicanor Ascona Huaranca (Proyecto Integracionista De Comunidades Organizadas).[6]
- 2007 - 2010
  - Alcalde: César Augusto Meza Del Pino[7]

### Policiales
- Comisario:   PNP.

### Religiosas
- Diócesis de Huancavelica[8]
  - Obispo de Huancavelica: Monseñor Isidro Barrio Barrio.[9]
- Parroquia
  - Párroco: Pbro.  .